# Jodaat

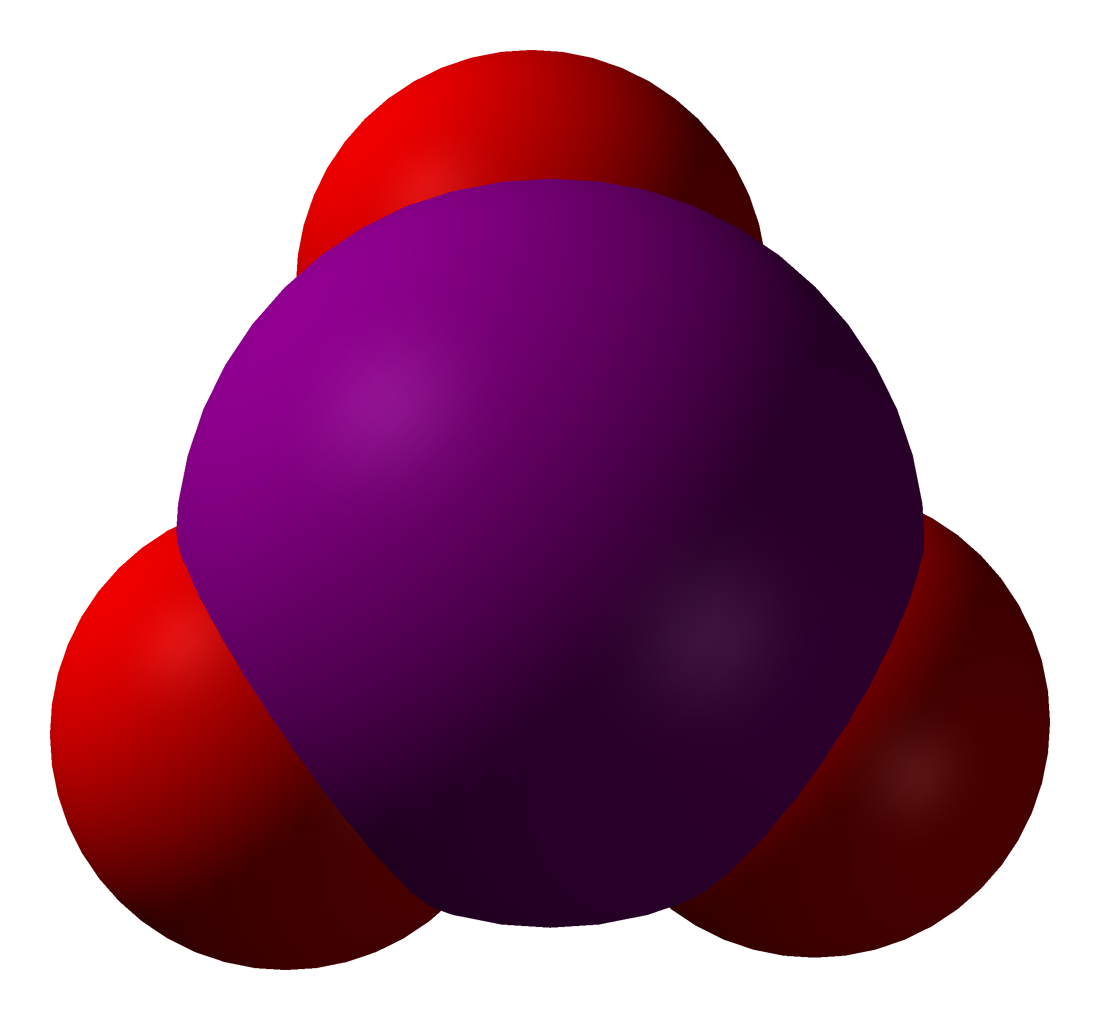
Molecuulmodel van een jodaat-ion.

Jodaat is een oxoanion van vijfwaardig jood, met als brutoformule IO3−. Het anion kan beschouwd worden als de geconjugeerde base van joodzuur (HIO3). Zouten van dit zuur worden jodaten genoemd. Ook in de mineralogie komen deze verbindingen terug.

## Jodaatverbindingen
- Kaliumjodaat
- Calciumjodaat
- Zilverjodaat